# Viskeuze relaxatie
Viskeuze relaxatie is een term uit de planetologie die het proces beschrijft waarbij een landschapsvorm langzaam maar zeker in elkaar zakt en zijn oorspronkelijke vorm niet kan behouden. In feite is alle materie aan viskeuze relaxatie onderhevig, maar voor veel van de 'vaste' materie is dit proces veel te traag om op te merken. Hoe 'vaster' de materie, hoe meer tijd er nodig is vooraleer deze kruipbeweging een vervorming teweegbrengt.

## Viskeuze relaxatie in het zonnestelsel
Op de Aarde en de Maan is deze beweging zo traag dat ze, zelfs op geologische tijdschaal, niet merkbaar is.
Op de planeet Venus wordt de viskeuze relaxatie door de hoge temperatuur die er heerst sterk versneld. Hierdoor zou een gans plateau binnen één miljard jaar letterlijk zijn weggevloeid.
Het belangrijkste is de viskeuze relaxatie echter op verschillende ijswerelden. Daar komen inslagkraters voor wier bodem volledig is dichtgeslibd, waardoor de kraterbodem op dezelfde hoogte ligt als de omgeving (normaal gezien ligt die een stuk dieper). Dit is onder andere het geval met Odysseus op Tethys.

## Bepalende factoren
Men onderscheidt een viertal factoren die van belang zouden zijn bij de ontwikkeling van viskeuze relaxatie:
- Dichtheid van het materiaal: hoe groter de dichtheid van het materiaal, hoe trager de viskeuze relaxatie. IJs zal dus gemakkelijker relaxeren dan gesteente.
- Valversnelling: De valversnelling op de planeet of maan bepaalt de snelheid waarmee materiaal naar beneden getrokken zal worden. Viskeuze relaxatie zal dus belangrijker zijn op grote manen.
- Hardheid van het materiaal: Hoe zachter het materiaal, hoe groter de relaxatie. Zo kan een lokale warmtebron het ijs op een ijswereld (het zogenaamde cryovulkanisme) vloeibaarder maken, waardoor relaxatie gemakkelijker optreedt.
- Grootte van de landschapsvorm: Hoe groter de vorm, hoe sneller die zal dichtslibben. Zo zal een kraterdepressie sneller dichtslibben, dan dat een centrale berg zal verdwijnen.

## Gevolgen
Naast het directe gevolg van de viskeuze relaxatie kan er ook een indirect gevolg zijn. Zo stelt een van de verklaringen voor het ontstaan van Ithaca Chasma op Tethys dat de slenk een voorbeeld is van tektoniek die wordt aangedreven door de mechanische spanningen die ontstaan door de viskeuze relaxatie van de krater Odysseus.